# ایزابل کوری
ایزابل کوری (فرانسوی: Isabelle Corey‎; ۲۹ مهٔ ۱۹۳۹ – ۶ فوریهٔ ۲۰۱۱) هنرپیشه و مدل (شخص) اهل فرانسه بود. از فیلم‌ها یا برنامه‌های تلویزیونی که وی در آنها نقش داشته‌است می‌توان به شوهران جوان، و خداوند زن را آفرید، بوب قمارباز و گلادیاتور شکست‌ناپذیر اشاره کرد.